# 19429 Grubaugh
19429 Grubaugh è un asteroide della fascia principale. Scoperto nel 1998, presenta un'orbita caratterizzata da un semiasse maggiore pari a 2,3769306 UA e da un'eccentricità di 0,1805162, inclinata di 2,07557° rispetto all'eclittica.